# Macclesfield Town FC
Macclesfield Town FC var en engelsk professionell fotbollsklubb i Macclesfield, grundad 1874. Hemmamatcherna spelades på Moss Rose. Smeknamnet var The Silkmen. Den 16 september 2020 gick klubben i konkurs och upphörde att existera. Klubben återskapades av Robert Smethurst som Macclesfield FC i oktober 2020 och kommer spela i North West Counties Football League från säsongen 2021/2022.

## Historia
I klubbens allra tidigaste historia, då den kallades Macclesfield FC, spelade klubben ibland även rugby, men gradvis tog fotbollen över. 1890 var man med och bildade The Combination och året efter flyttade man till den arena som än i dag är klubbens hemmaarena, Moss Rose. Efter 1896/97 års säsong tvingades man lägga ned verksamheten på grund av ekonomiska problem. Moss Rose togs genast över av Hallefield FC, som under de tre följande säsongerna spelade i Stockport & District League och North Staffordshire & District League. Den sista säsongen kallades klubben Hallefield-Macclesfield FC för att 1900 ta namnet Macclesfield FC, när klubben började spela i Manchester & District League. Klubben vann den ligan 1908/09 och 1910/11, men gick strax över till Lancashire Combination.
Efter första världskriget var Macclesfield med och bildade Cheshire County League, där man vann "dubbeln" 1931/32. Klubben vann även ligan den följande säsongen. Efter andra världskriget, då klubben bytte namn till Macclesfield Town FC, vann man Cheshire County League ytterligare fyra gånger, 1952/53, 1960/61, 1963/64 och 1967/68. Under den sistnämnda säsongen tog man sig även till tredje omgången i FA-cupen, där man dock föll mot Fulham.
Inför säsongen 1968/69 var Macclesfield Town med och bildade Northern Premier League (NPL), som man vann under de första två säsongerna. 1969/70 vann man även den första upplagan av FA Trophy, där man i finalen på Wembley besegrade Telford United med 2–0. Klubben blev kvar i NPL till och med säsongen 1986/87, då man vann ligan och gick upp till Football Conference. Samma säsong vann klubben även NPL:s Challenge Cup och President's Cup.
Under den första säsongen i Football Conference gick Macclesfield Town till tredje omgången i FA-cupen, där Port Vale blev för svåra. Året efter gick man för andra gången till final i FA Trophy på Wembley, och återigen stod Telford United för motståndet. Den här gången blev det dock förlust med 0–1 efter förlängning.
Den före detta landslagsspelaren för Nordirland och Manchester United-spelaren Sammy McIlroy tog över som tränare inför 1993/94 års säsong och det var början på en mycket framgångsrik period. Klubben vann den säsongen Conference League Cup och året efter tog man hem Football Conference efter att bland annat ha vunnit tio raka matcher, vilket var nytt ligarekord. Man blev dock inte uppflyttade till The Football League eftersom hemmaarenan Moss Rose var för liten. Framgångarna fortsatte följande säsong, då man för andra gången tog hem FA Trophy. I finalen på Wembley slog man Northwich Victoria med 3–1. Den stora framgången kom dock nästa säsong, 1996/97, när man återigen vann Football Conference, men i motsats till förra gången blev uppflyttade till The Football League och dess Third Division.
Första säsongen för Macclesfield Town i The Football League blev en omedelbar succé då man slutade på andra plats i Third Division och blev uppflyttade till Second Division. Man var den enda klubben i The Football League som var obesegrade på hemmaplan. I Second Division kom man dock sist året efter och åkte ur en division för första gången i klubbens historia. Därefter spelade klubben 13 raka säsonger i Third Division, som under tiden bytte namn till League Two, men nådde som bäst en femteplats 2004/05. Den säsongen fick de kvala till League One, men åkte ut i första omgången. Säsongen 2011/12 drabbades truppen av flera skador och tog inte hem en enda seger efter årsskiftet, vilket ledde till en jumboplacering och nedflyttning till Conference Premier efter 15 säsonger i The Football League.
Under den första säsongen utanför The Football League tog sig Macclesfield Town för första gången till fjärde omgången i FA-cupen, där man förlorade med 0–1 mot de blivande slutsegrarna Wigan Athletic. Året efter gick man till tredje omgången, men åkte ut mot Sheffield Wednesday efter omspel.
Säsongen 2017/18 vann Macclesfield Town National League, som Conference Premier bytt namn till, och var därmed tillbaka i English Football League, som The Football League bytt namn till, efter sex säsonger.

## Meriter

### Liga
- League One eller motsvarande (nivå 3): 24:a 1998/99 (högsta ligaplacering)
- National League eller motsvarande (nivå 5): Mästare 1994/95, 1996/97, 2017/18
- Northern Premier League: Mästare 1968/69, 1969/70, 1986/87
- Cheshire County League: Mästare 1931/32, 1932/33, 1952/53, 1960/61, 1963/64, 1967/68
- Manchester Football League: Mästare 1908/09, 1910/11

### Cup
- FA Trophy: Mästare 1969/70, 1995/96
- Conference League Cup: Mästare 1993/94
- Northern Premier League Challenge Cup: Mästare 1986/87
- Northern Premier League President's Cup: Mästare 1986/87
- Cheshire Senior Cup: Mästare 1889/90, 1890/91, 1893/94, 1895/96, 1910/11, 1929/30, 1934/35, 1950/51, 1951/52, 1953/54, 1959/60, 1963/64, 1968/69, 1970/71, 1972/73, 1982/83, 1990/91, 1991/92, 1997/98, 1999/00, 2014/15
- Staffordshire Senior Cup: Mästare 1993/94, 1996/97

## Berömda fans
- Stephen Morris, musiker (New Order)